# 벤텐섬 (왓카나이시)
벤텐섬(일본어: 弁天島, べんてんじま 벤텐지마[*])은 일본의 극점 중 홋카이도 왓카나이시의 소야곶을 기준으로 북서쪽에 자리잡은 무인도로, 일본의 극점 중 최북단 섬이다. 
소야곶 근처의 산호 군락으로부터 북쪽으로 약 1km 정도 거리에 있다. 또 남동쪽에는 히라시마섬이 있는데, 히라시마섬은 벤텐섬과 홋카이도 사이를 잇는 중간 기착지이다.
섬의 이름은 섬이 신토의 수호신 '벤자이텐'에게 제사를 지낸 곳이었다는 데에서 유래하였으며, 도도섬(일본어: トド島 도도지마[*])이라고도 한다.
섬의 둘레는 약 0.5km로 63빌딩의 2배 정도, 표고는 20m로 6층 건물 높이 정도, 면적은 5,000㎡로 학교 운동장 평균 넓이 정도에 불과하다. 
섬 둘레의 암초들은 해조류 군락이 형성되어 있으며, 기후는 툰드라 기후가 나타난다.

## 같이 보기
- 일본의 지리